# Evangelische Stadtkirche Laubach

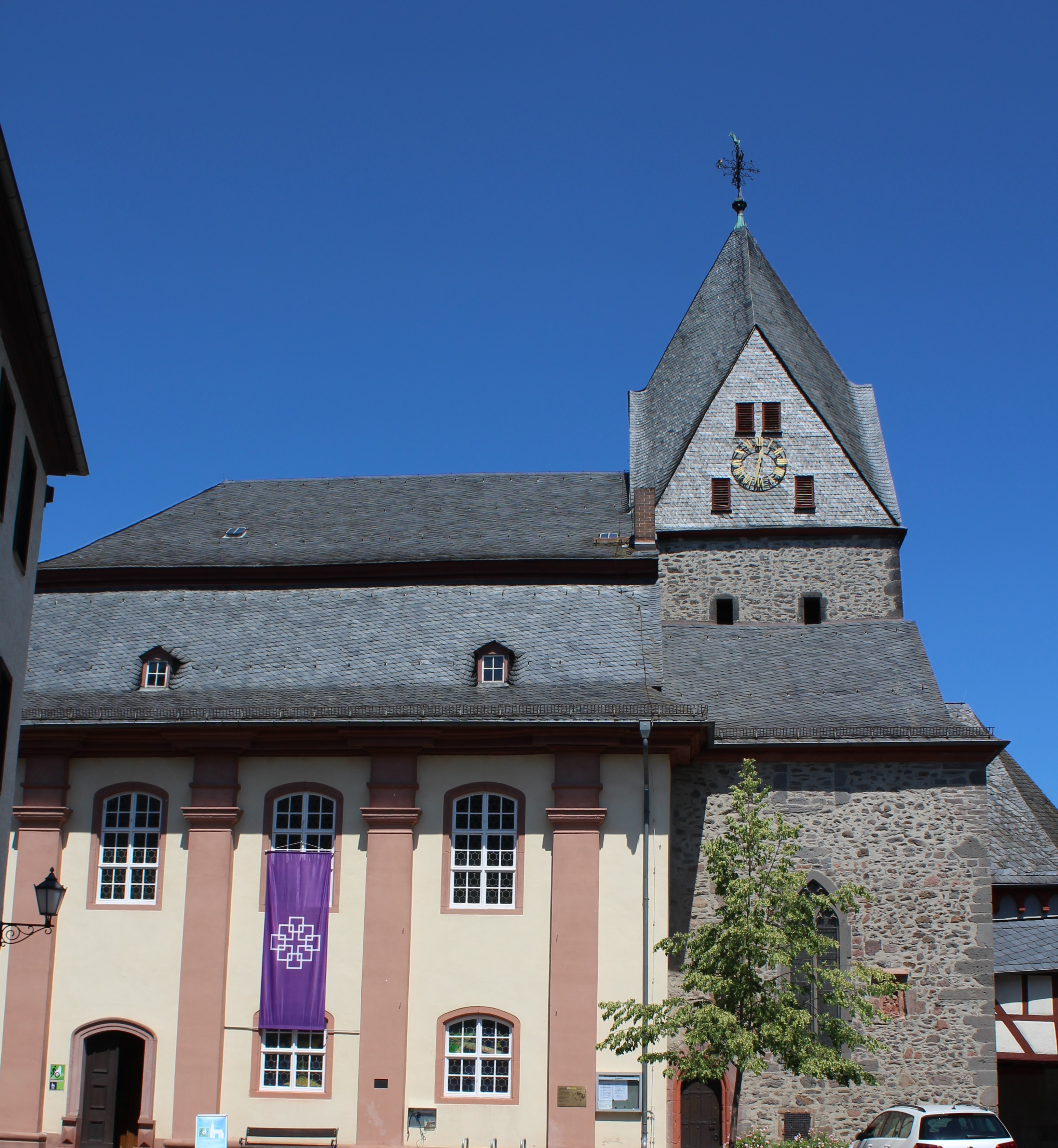
Evangelische Stadtkirche von Laubach

Die Evangelische Stadtkirche (ehemalige St. Maria) in Laubach besteht aus einem romano-gotischen Ostbau aus dem 13 .Jahrhundert und einem barocken Kirchenschiff aus dem Jahr 1702. Sie beherbergt Ausstattungsgegenstände von überregionaler kunstgeschichtlicher Bedeutung und ist hessisches Kulturdenkmal.
Die Kirchengemeinde gehört zum Dekanat Gießener Land in der Propstei Oberhessen der Evangelischen Kirche in Hessen und Nassau.

## Geschichte

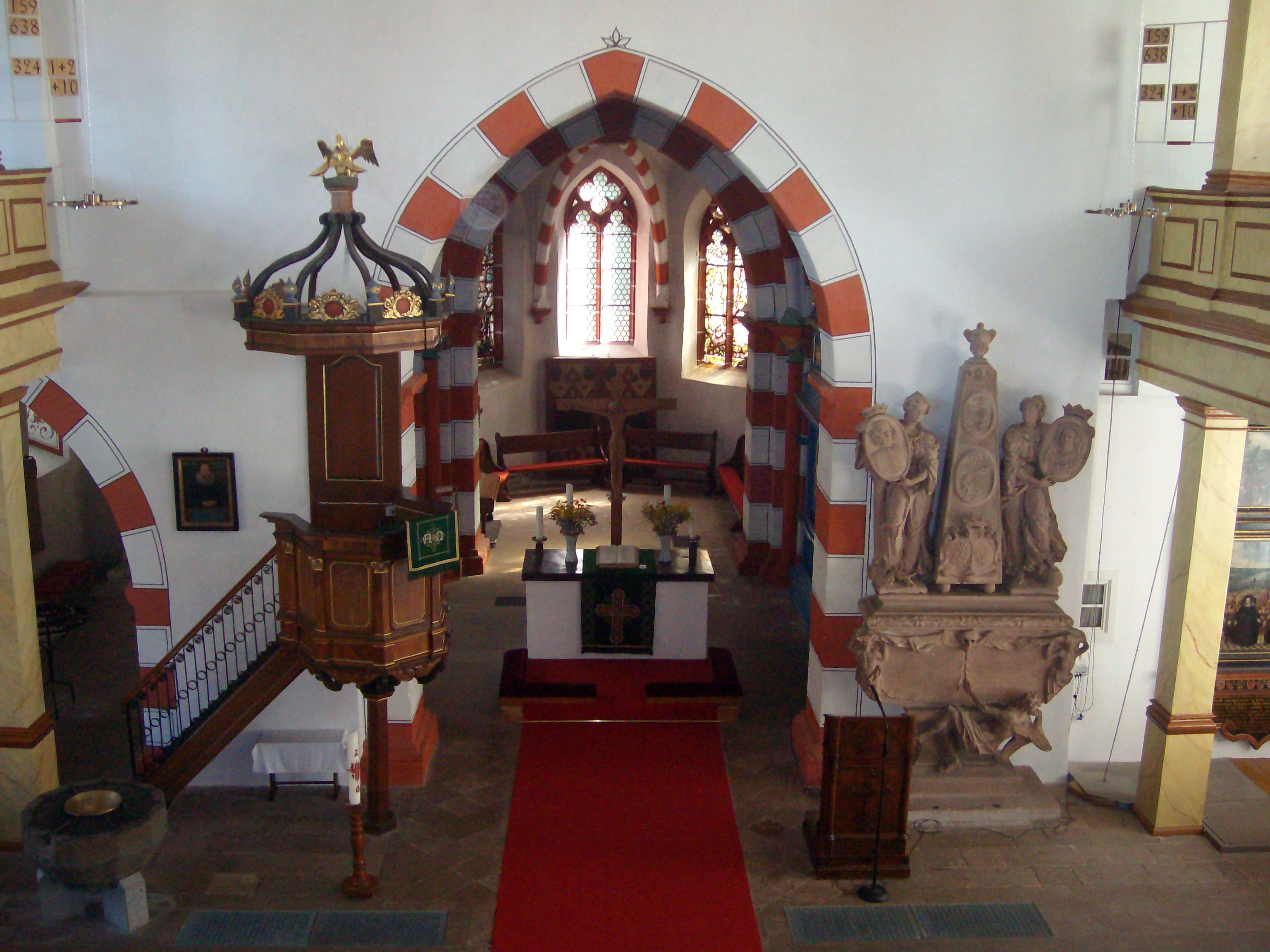
Blick Richtung Osten

Hinweise auf eine Laubacher Pfarrei gehen auf das Jahr 1021 zurück. Eine Kirche wurde 1057 zum ersten Mal urkundlich erwähnt. Sie war der hl. Maria geweiht und verfügte in vorreformatorischer Zeit über vier Altäre, die Unser Lieben Frauen, St. Katharina, St. Nikolaus und St. Sebastian geweiht waren. Kirchlich gehörte Laubach im 15. Jahrhundert zum Archidiakonat St. Johann in der Erzdiözese Mainz. Mit Einführung der Reformation durch Graf Friedrich Magnus I. von Solms-Laubach im Jahr 1544 wechselte die Kirchengemeinde zum evangelischen Bekenntnis. Erster lutherischer Pfarrer war Lucas Geyerberg.
Der ältere Ostteil der heutigen Kirche geht auf das 12. und 13. Jahrhundert zurück. Das ursprüngliche schmale romanische Langschiff ist nicht mehr erhalten. Es wurde 1700 bis 1702 durch das heutige Kirchenschiff im barocken Stil ersetzt. Mit Hilfe des Neubauprojekts konnten Graf Johann Friedrich und seine Frau Benigna die in der Kirchengemeinde verfeindeten Parteien der lutherischen Orthodoxie und des Pietismus befrieden. Das Inventar im Chorraum wurde 1735 umgestaltet, die Epitaphe abgehängt und der Stuhl für den Gräflichen Rat von Schütz entfernt. Da die Gruft unter dem Querschiff im 18. Jahrhundert belegt war, ließ Graf Christian August 1775 eine weitere Gruft unter dem Mittelgang des Kirchenschiffs anlegen. Im Jahr 1868 wurde die Sakristei an der Nordseite abgebrochen und an dieser Stelle 1869 ein Treppenturm geschaffen. Die Kirche wurde 1871/72 „restauriert“, was den Wegfall einiger Kunstgegenstände bedeutete. 1909 erfolgte unter Berücksichtigung denkmalpflegerischer Gesichtspunkte eine Renovierung, bei der die Wandmalereien im Chorraum freigelegt wurden. Fritz Geiges entwarf die bunten Glasfenster. 1962 wurde die Kirche innen erneut restauriert. 1984 erfolgten Freilegungen an der Außenmauer der östlichen Chorwand, bei welcher zwei Plastiken im romanischen Stil zum Vorschein kamen. Die umfassende Renovierung in den Jahren 2008 bis 2011 beinhaltete die Sanierung des Dachstuhls und die Innenrenovierung des Kirchenschiffs, bei der die ursprüngliche Farbfassung von 1702 und die Kassettendecke wiederhergestellt wurden.

## Baubeschreibung

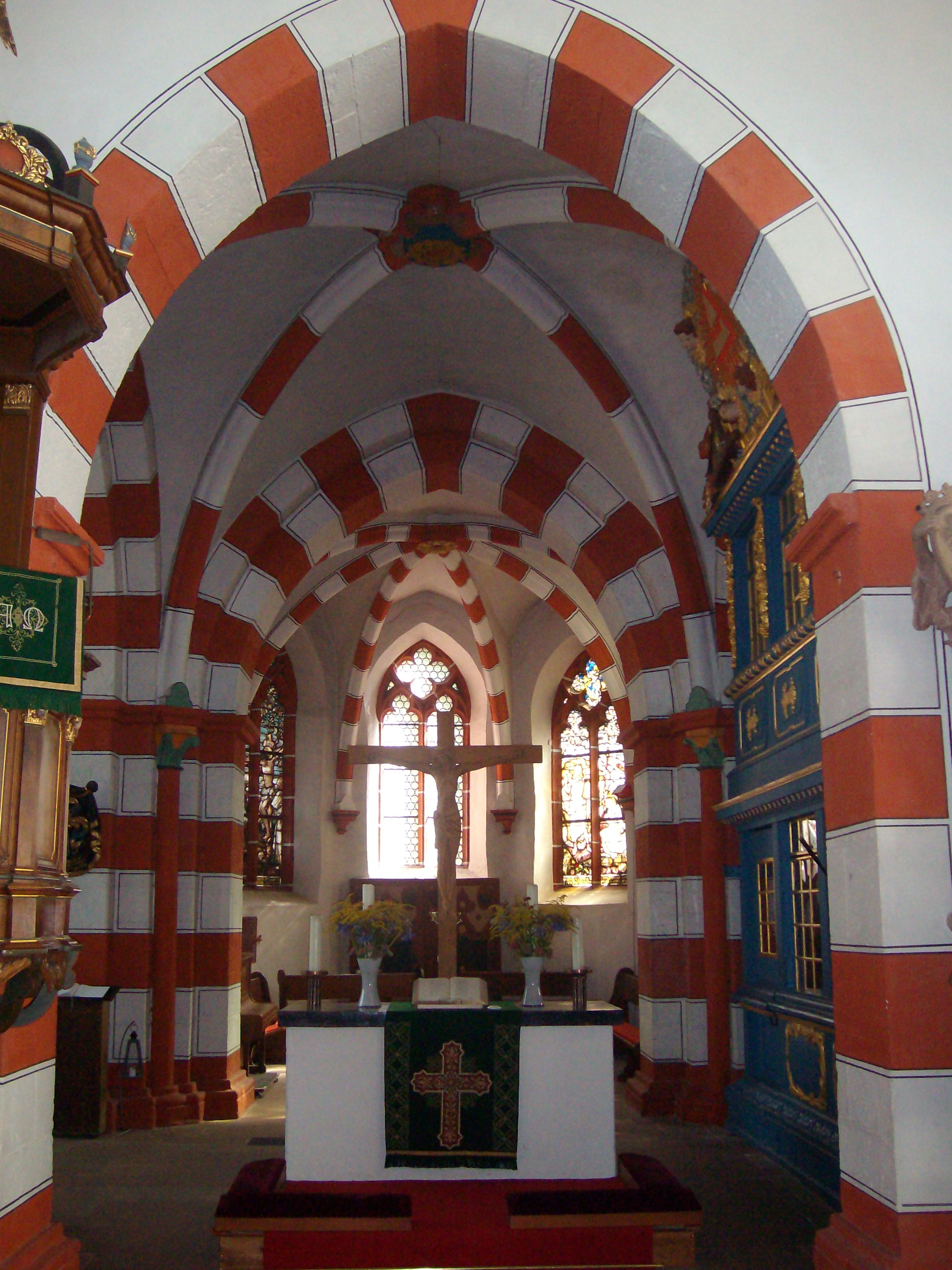
Vierung und Chor

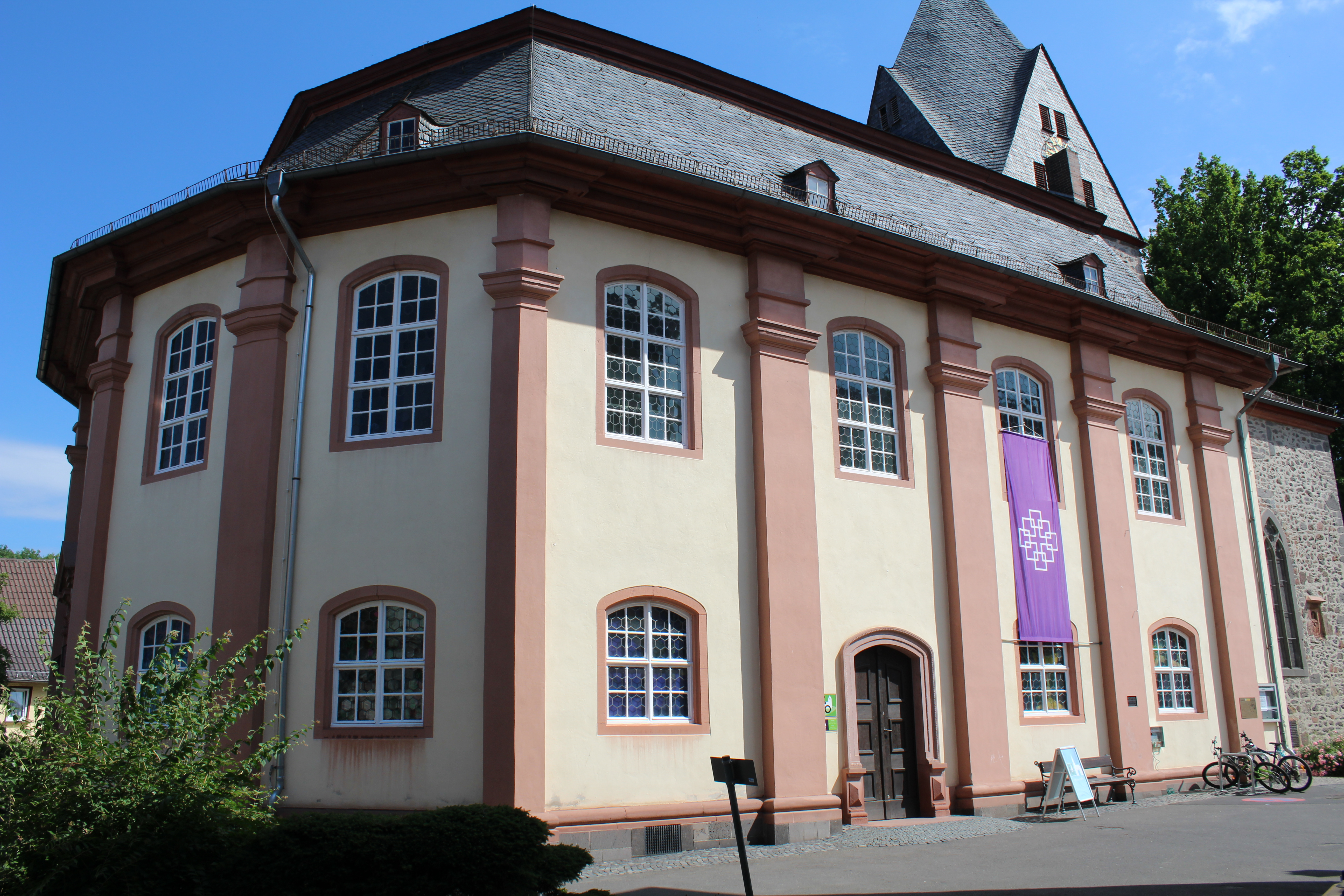
Barockes Langhaus

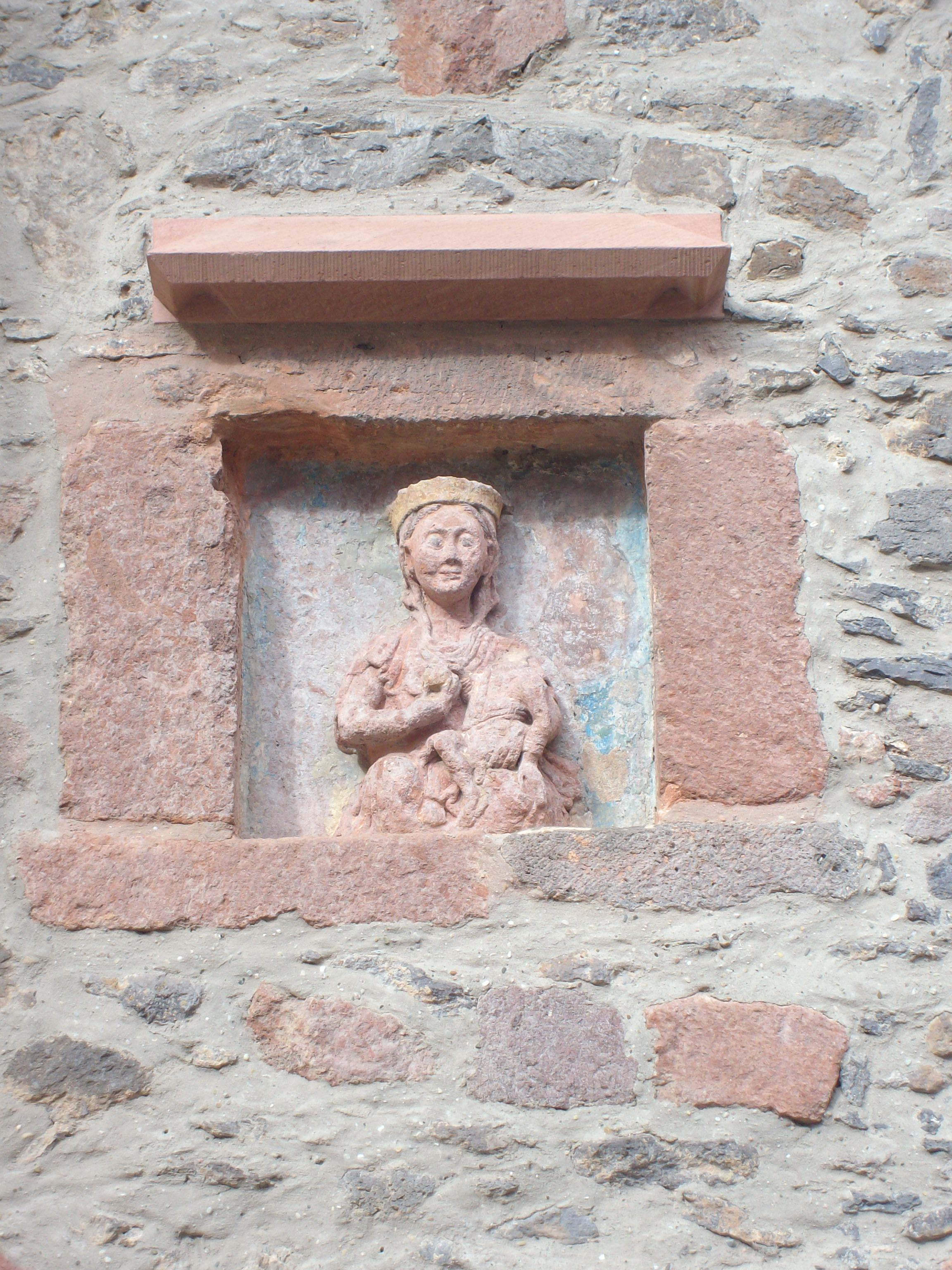
Bekrönte Madonna in der Südseite des Querschiffs

Die Stadtkirche befindet sich erhöht auf dem sogenannten Kirchenplatz, einem kreisförmig umbauten Platz westlich des Schlosses, an welchem die meisten Häuser aus dem 18. Jahrhundert stammen. An der Kirche lassen sich zwei verschiedene Baustile erkennen. Der Chor, der Turm und das Querschiff sind romanisch bzw. frühgotisch, das Langhaus barock.
Ältester Baukörper aus dem 12. Jahrhundert ist der Vierungsturm mit dem Querschiff aus Bruchsteinmauerwerk mit unregelmäßiger Eckquaderung. Das verschieferte, hölzerne Rautendach mit vier Giebeln über einem Holzgesims lässt rheinischen Einfluss erkennen. Das Gewölbe im Inneren des Chors stammt aus der Bauzeit. Im Turm sitzt es auf Kapitellen und im Chor sitzt das Kreuzgewölbe auf Konsolen. Der spätromanische Chor mit 5/8-Schluss entstand unter dem Einfluss der Arnsburger Bauhütte im zweiten Viertel des 13. Jahrhunderts. Außen befinden sich Ecklisenen, die in einen Spitzbogenfries übergehen. Die Mauer weist unregelmäßige Quader auf, die teils aus Basaltlava und teils aus Basaltlavatuff sind. Bis auf ein Fenster in der nördlichen Chorwand und eins im Nordquerarm aus dem zweiten Viertel des 13. Jahrhunderts stammen die übrigen Fenster aus spätgotischer Zeit und haben Maßwerk.
In den Außenwänden des Ostteils sind sechs kleine spätromanische Steinplastiken in Nischen angebracht, die 1983/1984 freigelegt wurden. Möglicherweise wurden sie unter Einfluss der Arnsburger Bauhütte aus Überresten älterer Bauwerke als Spolien in die Wände eingelassen. Nach anderer Deutung wurden sie ursprünglich für die Wände der alten Laubacher Kirche geschaffen, nach deren Abriss in die Außenwände des Ostteils eingelassen und wahrscheinlich 1872 verputzt. Sie zeigen an der Südseite eine bekrönte Madonna mit Kind und einen lehrenden Jesus mit Bibel. Bei den zwei nicht identifizierten Figuren Richtung Schloss handelt es sich vermutlich um zwei Herrscher oder Stifter. An der Nord- und Westseite werden zwei Bischöfe dargestellt. Während eine Gestalt stark verwittert ist, wird hinter der anderen, die eine goldene Tiara trägt und eine Hand zum Segensgruß erhebt, der heilige Wigbert vermutet, dem eine Glocke geweiht wurde.
Das Langhaus ist in ausgesprochen hochbarocken Formen mit französisch-klassizistischer Prägung gestaltet. Es ist verwandt mit der Kirche von Gambach und entstand zwischen 1700 und 1702. Ende des 17. Jahrhunderts begann das alte Schiff zu verfallen und wurde 1700 abgerissen. Durch das neue Schiff entstand eine typische evangelische Predigtkirche aus der Zeit um 1700. Das Langhaus besteht aus einem großen Bau mit fast quadratischem Grundriss mit kräftiger Pilastergliederung der Wände. Im Inneren tragen die durchgehenden Emporenstützen eine kassettierte Holztonne in der Mitte und teilen den Raum in drei Schiffe. Emporen und Stützen weisen eine gelbe Fassung mit leichter Marmorierung auf, während die Profile mit Braun abgesetzt sind. Die Fensteranordnung ist zweigeschossig. Die Stichbogenfenster sind die ersten in dieser Gegend. Im Westen hat das Langhaus einen fünfseitigen Abschluss. Bei dem Dach handelt es sich um ein Mansarddach. Das Westportal mit Giebeln und Pilastern ist im Giebelfeld für 1700 datiert. Ein gedeckter Fachwerkgang, der sogenannte „Grafengang“, entstand um 1750 und dient als Verbindung des Heddrichsbaus vom Schloss mit der Ostwand der Kirche.
Unter dem Mittelgang des Kirchenschiffs und unter dem Querschiff liegen in Nord-Süd-Ausrichtung zwei langgestreckte Grüfte für Angehörige der gräflichen Familie. Als erste wurden Agnes von Hessen im Jahr 1602 und als letzte Elisabeth Charlotte zu Solms-Laubach 1829 hier beigesetzt. In den Jahren 1886 und 1983 wurden die Grüfte, die für die Öffentlichkeit nicht zugänglich sind, geöffnet und die Särge dokumentiert. In der Gruft unter dem Mittelgang befinden sich zwei Bleisärge, drei Zinksärge, von denen zwei reich verziert sind, ein Sammelsarg und zwei Holzsärge sowie insgesamt neun Kindersärge aus Metall oder Holz.

## Ausstattung

### Wandmalereien

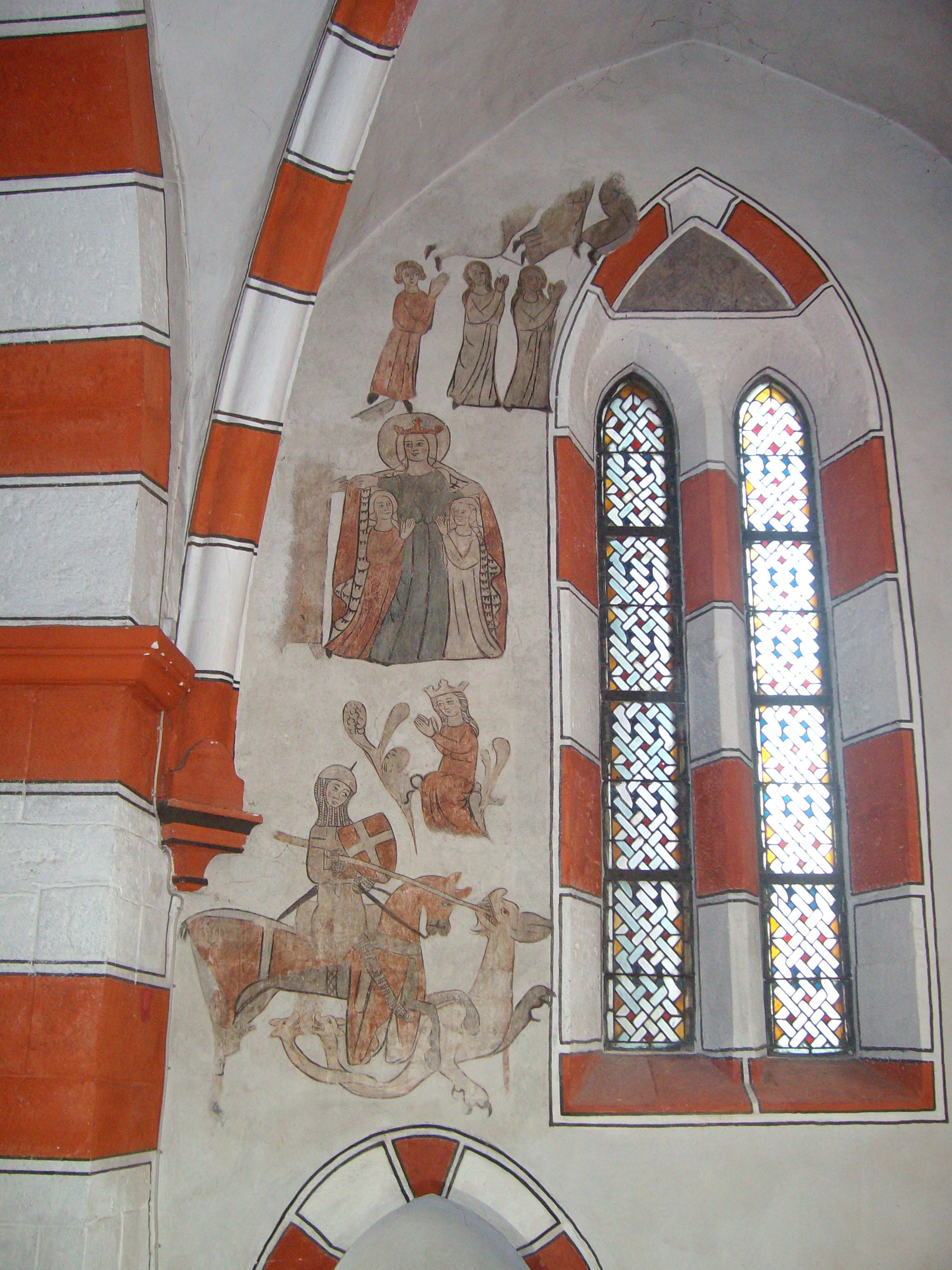
Wandmalereien im Chorraum

Im Chor befindet sich ein Wandbild des 14. Jahrhunderts mit dem heiligen Georg, der Schutzmantelmadonna und Engelfiguren. Im nördlichen Querarm sind an der Ostseite schlicht ausgeführte Passionsbilder gemalt, die Geißelung, Verspottung, Kreuztragung und Kreuzigung Christi zeigen. An der Nordseite sind Wandbilder von drei Aposteln sichtbar, welche alle aus dem 14. Jahrhundert stammen. Eindeutig zu identifizieren sind Petrus und Philippus. Die übrigen wurden durch Fensterdurchbrüche zerstört. Im östlichen Bogenfeld des nördlichen Querschiffs befindet sich ein Vesperbild in einem von zwei Engeln gehaltenen Rosenkranz, darüber eine heilige Anna selbdritt und Rankenwerk, die alle um 1500 entstanden. Am Gewölbe dieses Querarms und in den Laibungen der nördlichen Fenster befindet sich feine Groteskenmalerei, welche wahrscheinlich gleichzeitig mit dem Grabmal des Grafen Friedrich Magnus 1563 entstanden ist und Kennzeichen der Renaissance aufweist.

### Grabdenkmäler

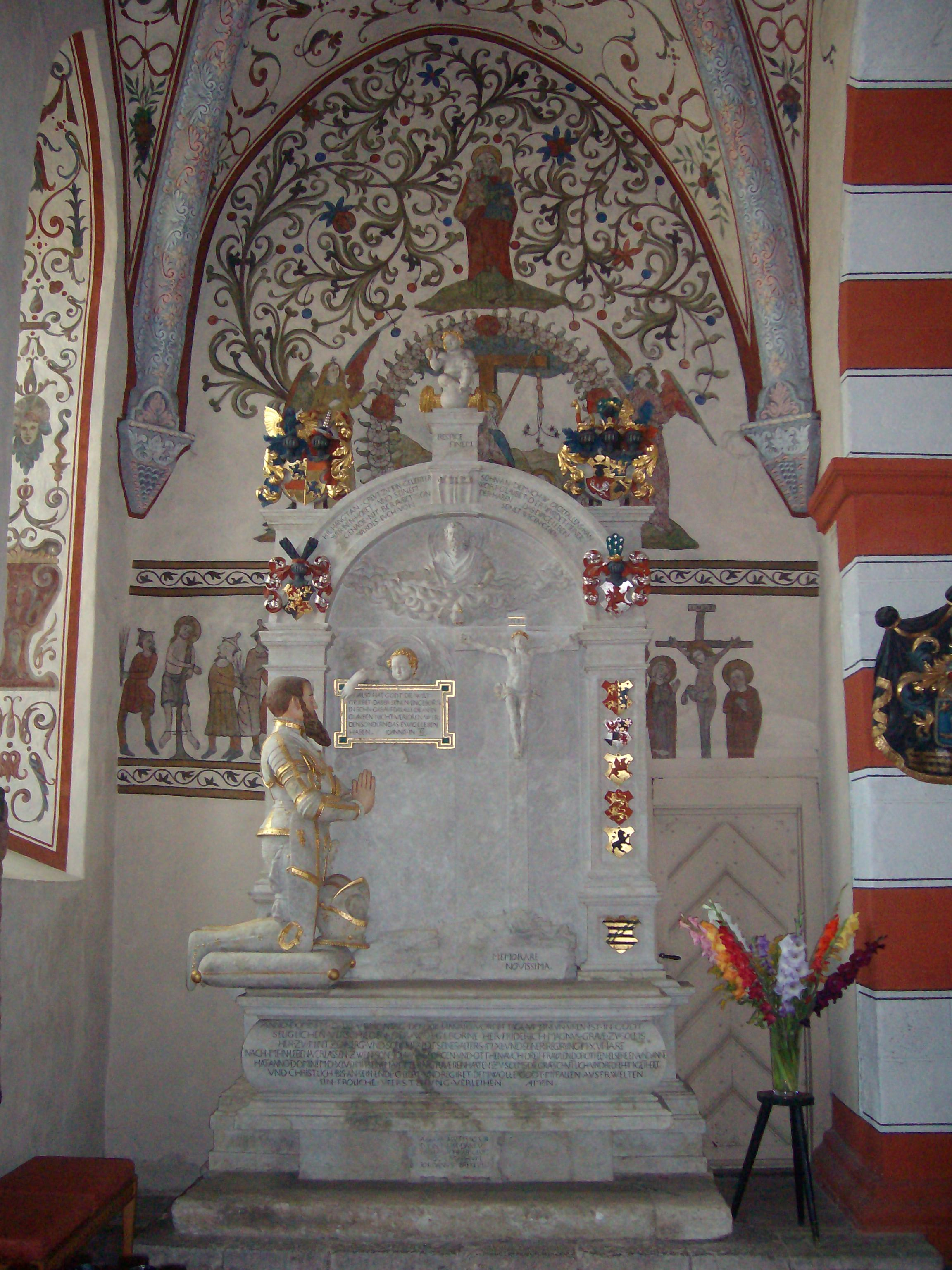
Grabmal für Graf Friedrich Magnus (1563)

In der Kirche befinden sich Grabdenkmäler von Solmser Grafen. Im nördlichen Querarm steht das Alabaster-Grabmal des Grafen Friedrich Magnus I. (* 5. Oktober 1521; † 13. Januar 1561), der im Jahr 1544 die Reformation in Laubach einführte. Auf dem Sarkophag kniet vor dem Kruzifix Friedrich Magnus als freiplastische, weiße Ritterfigur von Jordanus Brekevelt (Brechfeld), welche laut Inschrift 1562/63 entstand. Rechts vor dem Triumphbogen (ursprünglich im Chor) ist aus rotem Sandstein das Grabmal des Grafen Johann Friedrich zu Solms-Wildenfels (* 19. Februar 1625; † 10. Dezember 1696) und seiner Ehefrau Benigna (* 24. März 1648; † 9. November 1702) aufgestellt, die den Kirchenneubau förderte. Auf dem Sarkophag steht ein Obelisk zwischen den allegorischen Figuren der Tugend und der Frömmigkeit, die Reliefbildnisse der Verstorbenen auf ovalen Schilden tragen. Das Grabmal wurde 1714 von Johann Friedrich Sommer aus Marburg nach einem Entwurf von J. P. Meyer gearbeitet.
Ebenfalls im südlichen Seitenschiff ist ein gemaltes Epitaph von Clemens Beuteler aufgestellt, welches die gräfliche Familie zeigt, Albrecht Otto I. zu Solms-Laubach (* 9. Dezember 1576; gefallen am 2. März 1610) mit seiner Frau Anna von Hessen-Darmstadt (* 3. März 1583; † 13. September 1631), ihren sieben Töchtern und dem einzigen Sohn. Die Auferstehungsszene im Hintergrund stellt die Vision von den Totengebeinen aus Ez 37,1-14  dar. Dahinter ist eine Ansicht von Laubach im Jahr 1616 zu sehen, die älteste Ansicht der Stadt. Das kleinere, obere Bild zeigt, wie Judas Makkabäus im Kampf stirbt (1 Makk 9,6-21 ). Im nördlichen Seitenschiff erinnert ein Grabmal aus Alabaster an Johann Georg I., das Balthasar Büttner 1600/1601 architektonisch reich gestaltete. Die Grabplatte in der vermauerten Türnische der nördlichen Chorwand lag ursprünglich mitten im Chor und könnte entsprechend der Wappen für Mechthild von Hessen (14. Jahrhundert) gefertigt sein.

### Orgel

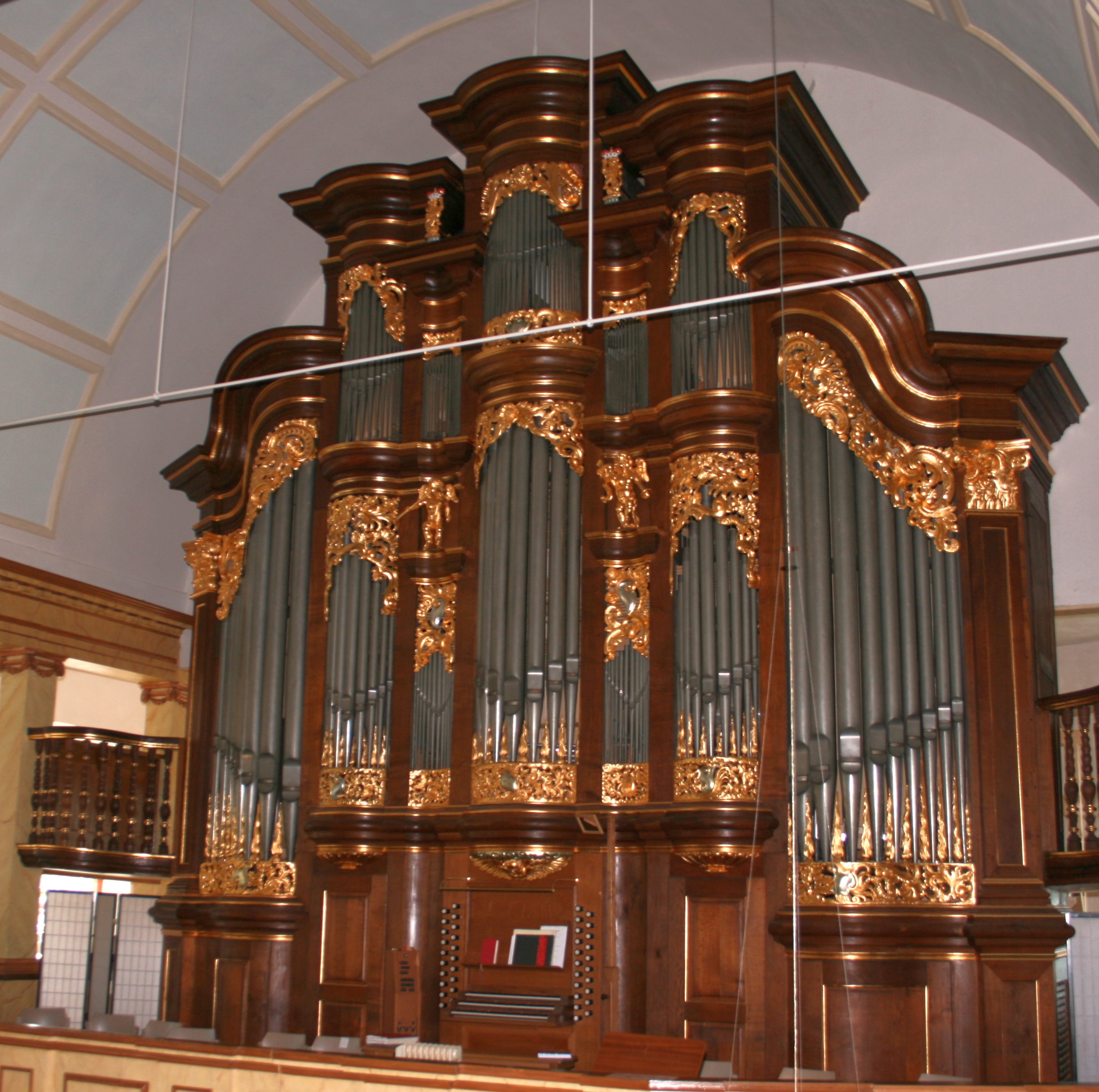
Orgel von 1750

Die prachtvolle Orgel mit Prospekt von sieben Achsen Breite wurde zwischen 1747 und 1750 von den thüringischen Orgelbauern Johann Casper Beck und Johann Michael Wagner mit 21 Registern gebaut. Den Prospekt gestaltete der Büdinger Bildhauer Johann Kaspar Wöll. Der junge Johann Andreas Heinemann war maßgeblich an dem Neubau beteiligt und machte sich anschließend in Laubach selbstständig. Die Kosten von 3065 Gulden für den Orgelneubau wurden von der Stadt, dem Grafen und der Kirche bezahlt. Im Laufe der Zeit wurde das Instrument mehrfach umdisponiert, zum ersten Mal 1877 durch die Gebrüder Bernhard. Die Orgel wurde 1965 um ein drittes Manual erweitert. Gehäuse und Prospektpfeifen sind original erhalten, ebenso wie die Windladen und einige Register. Im Zuge einer Restaurierung der Orgel durch die Orgelbaufirma Förster & Nicolaus (Lich) im Jahr 2010 wurden die Trakturen rekonstruiert und der Tonumfang aller Teilwerke durch Anblockladen erweitert. Die Firma ergänzte im Jahr 2018 drei Register, zwei weitere Register im Pedal sind zum Ausbau vorbereitet. Das Instrument hat eine Doppelregistertraktur und verfügt über 31 klingende Register. Seit 2012 wird an der Orgel alle zwei, drei Jahre der Laubacher Orgelwettbewerb durchgeführt.
| I Hauptwerk C–f3 |                |       |   |
| 1.               | Quintathoena   | 16′   | H |
| 2.               | Principal      | 8′    | H |
| 3.               | Viola di Gamba | 8′    |   |
| 4.               | Fleut Travers  | 8′    |   |
| 5.               | Gedackt        | 8′    | H |
| 6.               | Octave         | 4′    | H |
| 7.               | Rohrfleuto     | 4′    |   |
| 8.               | Superoctave    | 2′    | H |
| 9.               | Sesquialter II | 2 ⁄3′ | H |
| 10.              | Mixtur V       | 2′    |   |
| 11.              | Trompeta       | 8′    |   |

| II Oberwerk C–f3 |                     |    |   |
| 12.              | Musikalisch Gedackt | 8′ |   |
| 13.              | Quintathoena        | 8′ |   |
| 14.              | Salicional          | 8′ |   |
| 15.              | Principal           | 4′ | H |
| 16.              | Fleute douce        | 4′ |   |
| 17.              | Flachinet           | 2′ | H |
| 18.              | Cymbal III          | 1′ |   |
|                  | Tremulant           |    |   |

| III Echowerk C–f3 |                |        |  |
| 19.               | Echo Gedackt   | 8′     |  |
| 20.               | Harmonica      | 8′     |  |
| 21.               | Flauto amabile | 8′     |  |
| 22.               | Traversflöte   | 4′     |  |
| 23.               | Nasard         | 2 ⁄3′  |  |
| 24.               | Octavin        | 2′     |  |
| 25.               | Terz           | 1 3⁄5′ |  |
| 26.               | Oboe           | 8′     |  |
|                   | Tremulant      |        |  |

| Pedal C–f1 |               |     |   |
| 27.        | Principalbass | 16′ | H |
| 28.        | Violonbass    | 16′ | v |
| 29.        | Subbass       | 16′ |   |
| 30.        | Octavbass     | 8′  |   |
| 31.        | Gedacktbass   | 8′  |   |
| 32.        | Posaunenbass  | 16′ |   |
| 33.        | Trompetenbass | 8′  | v |

- Koppeln: II/I, III/I, III/II, I/P, II/P, III/P
- Nebenregister: Zimbelstern (Oberwerk)
- Spielhilfen: Transponiervorrichtung für das ganze Instrument (Chorton/Kammerton), 4000fache Setzeranlage

H = ganz oder weitgehend original erhalten
v = vakant, zum Ausbau vorbereitet

### Weitere Ausstattung

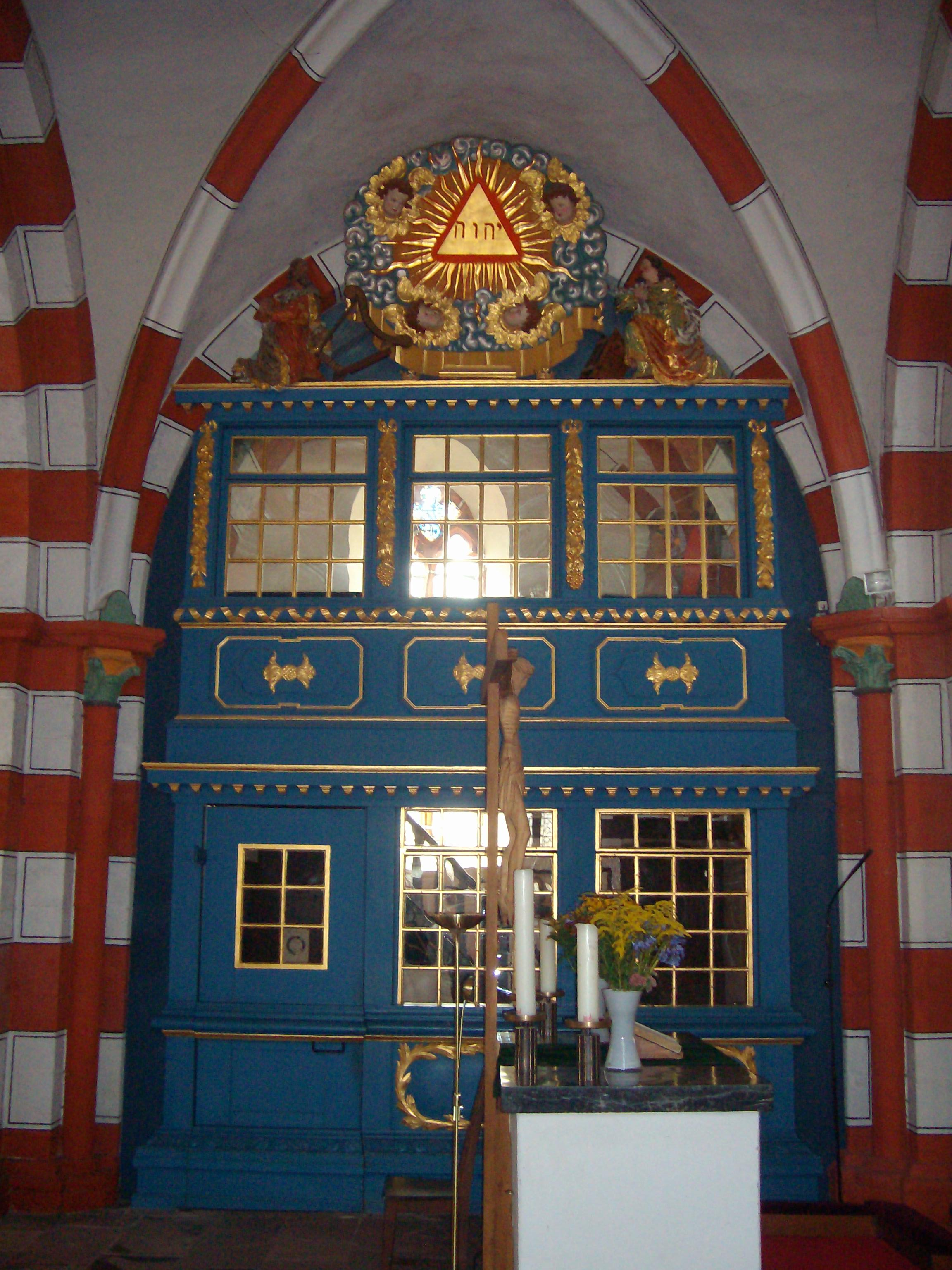
Grafenstuhl von 1735

Der Herrschaftsstuhl in Blau und Gold stammt von 1735 und ist mit reichgeschnitzter Bekrönung verziert. In einem von einem Strahlenkranz umgebenen vergoldeten Dreieck stehen die Buchstaben des hebräischen Tetragramms. Der Grafenstuhl dient heute als Sakristei. Ursprünglich befand er sich im Chor und steht seit 1909 im südlichen Querarm.
Das gotische Taufbecken aus dem 13. Jahrhundert steht auf modernen Füßen. Es wurde im Schlosspark wiederentdeckt und 1979 vor der Kanzel platziert. Der Blockaltar wird von einer Marmorplatte abgeschlossen, die aus der Klosterkirche von Arnsburg stammt und 1820 der Laubacher Kirche geschenkt wurde. Die polygonale hölzerne Kanzel mit einem Schalldeckel, auf dessen geschwungenen Bögen ein Pelikan angebracht ist, wurde um 1700 gebaut. Am Kanzelaufgang ist ein Bild von Pfarrer Maximilian Ritter († 1635) aufgehängt, der ab 1613 als Pfarrer in Laubach wirkte und ab 1616 Superintendent war. Des Weiteren befinden sich drei Pfarrerbildnisse in der Kirche, ein kleines von 1633 und zwei größere von Anton Wilhelm Tischbein, die Johann Friedrich Heusinger († 1813) und Heinrich Daniel Rauch († 1829).

## Glocken
Die nicht mit dem Namen des Glockengießers bezeichnete Marienglocke von 1470 stammt wahrscheinlich von Delman Borger, der auch die Glocken in Hungen, Kloster Ilbenstadt und Leihgestern gegossen hat. Glocken 2 bis 4 wurden 1941 für Rüstungszwecke abgeliefert, entgingen aber dem Einschmelzen und wurden 1947 vom Glockenfriedhof in Hamburg-Veddel mit dem Pferdefuhrwerk nach Laubach zurücktransportiert. Friedrich Otto in Gießen ist der Gießer der Bürgerglocke, die Gießer der anderen Glocken sind nicht bekannt oder ungewiss.
| Nr. | Name                            | Gussjahr | Masse   | Durchmesser | Höhe    | Schlagton | Inschrift |
| --- | ------------------------------- | -------- | ------- | ----------- | ------- | --------- | --- |
| 1   | Marienglocke, „Die Dicke“       | 1470     | 1200 kg | 1250 mm     | 1000 mm | f′        | |
| 2   | Elf-Uhr-Glocke, „Wigbertglocke“ | 1419     | 660 kg  | 1030 mm     | 800 mm  | g′        | „TONITRUM + RUMPO + MORTUUM [Marienfigur] DEFLEO + SACRIFICEM + VOCO + IHESUS [Jesusfigur mit Hirtenstab] S. VICPERTUS + ANNO [Georg mit Drachen] DM + M + CCCC + IXX“ |
| 3   | Bürgerglocke                    | 1847     | 380 kg  | 860 mm      | 600 mm  | b′        | „In Gottes Namen bin ich geflossen. Friedrich Otto in Gießen hat mich gegossen. Der Kirchenvorstand: Erster Pfarrer, Hofprediger Georg Marx. Zweiter Pfarrer, Conrad Zöckler. Georg Draut, Philipp Heinrich Kolb, Franz Gäbisch. Unter deren Amtsführung die Glocke gegossen wurde. [darunter: Lutherrelief] Ein feste Burg ist unser Gott. [auf der anderen Seite:] Im Theuerungsjahr 1847 für die Stadt: Der Bürgermeister Adolph Heinrich Kneip. Die Gemeinderaths-Mitglieder [12 Namen]“ |
| 4   | Vaterunser-Glocke               | 15. Jh.  | 130 kg  | 550 mm      | 450 mm  | a″        | |